# Distretto di Dhamtari
Il distretto di Dhamtari è un distretto del Chhattisgarh, in India, di 703 569 abitanti. Il suo capoluogo è Dhamtari.